# Desentupidor
- Commons
- Wikcionário

Desentupidor é um utensílio utilizado para desobstruir canos ou aparelhos hidráulicos através de um sistema de sucção gerado por força manual aplicada sobre um cabo de madeira ou plástico acoplado a uma borracha. Pode ser tanto um desentupidor de pia, como um desentupidor de vaso sanitário.

## A invenção do desentupidor
John S. Hawley de Stapleton, de Nova York fez o pedido de patente sobre uma "melhoria em clarificadores de lavagem para lavatórios." em 19 de dezembro de 1874. A patente foi emitida em 19 de janeiro, 1875:
O invento consiste em um limpador de ventilação melhorado, formado por anexar um copo de borracha a uma alça.
Este dispositivo é simples e barato, pode ser usado por qualquer um, e permitirá que os tubos de descarga sejam limpos sem o problema, o aborrecimento e a despesa de chamar um encanador cada vez que esses tubos ficam entupidos.
Patente US No.158.937, datada de 19 de janeiro de 1875
Dois anos mais tarde, Hawley patenteou uma melhoria para "seu copo de força elástico ou elástico". A melhoria consistiu em um "talão ou rebordo espessado formado em torno da borda da xícara do limpador de ventilação", "para fazer é mais forte, mais durável e mais eficaz em operação ".
Patente US 186.206, datada de 6 de janeiro de 1877.
O desentupidor de hoje difere pouco do original.

### Repercussão
A invenção do desentupidor foi significativa o suficiente para obter uma publicação em Scientific American (volume 32 (Nova Série), número 21, 22 de maio de 1875, página 329) e uma propagação quase completa na revista comercial de encanadores.
Na maioria das casas, o problema é frequentemente experimentado pelo acúmulo de pequenos resíduos na tubulação, seja na pia ou no vaso sanitário. Chamar um encanador sempre que isso ocorra é problemático e caro. O copo de força elástica geralmente limpa o tubo sem dificuldade em um momento, dependendo da situação.

### Utilização Atual
Nos dias atuais o desentupidor tem diversos tamanhos, são utilizados com cabos e fazem desentupimento do vaso sanitário e pia da cozinha.
Seu funcionamento se dá aplicando pressão.